# Sergij Goerdt
Sergij Goerdt (* 14. Mai 1959 in Münster/Westfalen) ist ein deutscher Arzt für Haut- und Geschlechtskrankheiten, Allergologie und Dermatohistologie sowie Hochschullehrer und Dekan der Medizinischen Fakultät Mannheim der Universität Heidelberg.

## Leben
Sergij Goerdt ist einer der Söhne von Wilhelm Goerdt. Er absolvierte sein Studium der Humanmedizin in Münster, Mainz, Wien und Freiburg. Nach seiner ärztlichen Prüfung und Approbation 1985 arbeitete er als wissenschaftlicher Mitarbeiter an der Hautklinik der Westfälischen Wilhelms-Universität Münster. Er promovierte 1987 an der Universität Münster zum Thema „Untersuchungen zur entzündlich‑aktivierten Endothelzelle in vivo und in vitro“. Von 1989 bis 1991 war er am Brigham and Women’s Hospital der Harvard Medical School in Boston (USA) tätig und forschte auf dem Gebiet der Vaskulären Biologie. 1992 habilitierte er im Fach Experimentelle Dermatologie über das Thema „Molekular-anatomische Untersuchungen zur Heterogenität kontinuierlicher und nicht-kontinuierlicher Endothelien“. Er wechselte 1994 als Oberarzt an die Hautklinik und Poliklinik des Universitätsklinikums Benjamin Franklin der Freien Universität Berlin, wo er ein Jahr später zum Leitenden Oberarzt und Stellvertreter des Klinikleiters ernannt wurde. 1995 folgte die Habilitation im Fach Dermatologie und Venerologie. 1997 wurde er zum C3-Professor für Dermatologie und Venerologie auf Zeit an der Freien Universität Berlin berufen.
Im Jahr 2000 wechselte Goerdt als Direktor an die Klinik für Dermatologie, Venerologie und Allergologie des Universitätsklinikums Mannheim. Gleichzeitig wurde er auf den Lehrstuhl für Dermatologie, Venerologie und Allergologie der Medizinischen Fakultät Mannheim der Universität Heidelberg berufen und zum Ordinarius ernannt. 2007 wurde die Universitätsklinik für Dermatologie, Venerologie und Allergologie Mannheim als Exzellenzzentrum Dermatologie Mannheim des Landes Baden-Württemberg ausgewählt und Goerdt zum Sprecher des Exzellenzzentrums ernannt.
Goerdt war federführend beim strukturellen Aufbau der Medizinischen Fakultät Mannheim zur Vollfakultät mit eigener Vorklinik und dem Modell-Studiengang Humanmedizin (MaReCuM) beteiligt, welcher 2006 die ersten vorklinischen Studierenden aufnahm. 2006–2010 war Goerdt Prodekan für Struktur und Entwicklung der Medizinischen Fakultät Mannheim der Universität Heidelberg, 2013 wurde er zum Prodekan und Stellvertreter des Dekans gewählt, seit 2015 leitet er die Medizinische Fakultät Mannheim der Universität Heidelberg als Dekan. Er ist seit 2015 Sprecher des Graduiertenkollegs "GRK 2099: Hallmarks of Skin Cancer" und seit 2019 zusammen mit Hellmut Augustin Sprecher des Sonderforschungsbereichs "SFB 1366: Vaskuläre Kontrolle der Organfunktion".
Goerdt setzte ab 2015 die Neustrukturierung der Fakultät auf der Basis einer neuen Rahmenvereinbarung mit dem Land Baden-Württemberg um. Dabei trieb er die Weiterentwicklung und Institutionalisierung der Forschungsschwerpunkte Medizinische System-Technologien, Onkologie, Translationale Neurowissenschaften sowie Vaskuläre Biologie und Medizin voran.

## Arbeitsschwerpunkte
Sergij Goerdt ist Facharzt für Haut- und Geschlechtskrankheiten, Allergologie und Dermatohistologie. Im Zentrum seiner klinischen Tätigkeit steht die allgemeine stationäre und ambulante klinische Dermatologie in der gesamten Breite des Fachs. Ein wesentlicher Schwerpunkt der Klinik ist die Dermato-Onkologie mit dem Malignen Melanom und kutanen Lymphomen. Hierfür wurde eine Klinische Kooperationseinheit mit dem Deutschen Krebsforschungszentrum (KKE Dermato-Onkologie) eingerichtet sowie das Hauttumorzentrum Mannheim (HTZM) zur Versorgung dermato-onkologischer Patienten aufgebaut. Hierzu gehört auch der Bereich Dermatochirurgie, der sich mit der Behandlung des weißen Hautkrebses befasst.
Ein weiterer Schwerpunkt der Klinik ist die Dermato-Immunologie zur Behandlung von Patienten mit Psoriasis, Atopischer Dermatitis und Autoimmunkrankheiten der Haut.
Die klinische Diagnostik der Hautkrankheiten wird ergänzt durch die Dermatohistopathologie in Zusammenarbeit mit dem Institut für Pathologie.

## Forschungsschwerpunkte
In seiner wissenschaftlichen Arbeit beschäftigt sich Sergij Goerdt schwerpunktmäßig mit der Dermato-Onkologie, also mit Krebserkrankungen der Haut, sowie mit der Immundermatologie, also mit Allergien, Autoimmunkrankheiten und chronisch-entzündlichen Erkrankungen der Haut. Einen besonderen Schwerpunkt legt er auf die vaskuläre Biologie und das neue Forschungsgebiet der Angioscience, also die Entstehung von Erkrankungen von Blutgefäßen bzw. dem Beitrag von Blutgefäßen zu anderen Erkrankungen.
Im Bereich der Immunologie hat er als einer der ersten die sogenannten alternativ aktivierten oder M2 Makrophagen beschrieben und charakterisiert.
In der vaskulären Biologie hat sich Goerdt mit der Heterogenität der Gefäßwandzellen beschäftigt und mit seinen Arbeiten zu den Endothelzellen der Leber den Terminus technicus „Angiodiversity“ geprägt. Im Zuge dieser Arbeiten hat er eine neue Gen-Familie (Stabilin-1 und Stabilin-2) der Leberendothelzellen entdeckt, die als sogenannte „Scavenger-Rezeptoren“ das Blut von Abfall- und Schadstoffen reinigen (Clearance) und so vielfältige Funktionen im gesamten Organismus beeinflussen. Darüber hinaus konnte er zeigen, dass das Gen Gata4 die Differenzierung des Leberendothels steuert und so die Funktionen der Leber in der Entwicklung und im erwachsenen Organismus kontrolliert. Zudem konnte er nachweisen, dass die Leberendothelzellen von hoher Bedeutung für den Schutz der Leber vor der Entwicklung einer schweren Lebererkrankung Leberzirrhose sind. Weiterhin legen seine Arbeiten nahe, dass die Leberendothelzellen die Metastasierung des schwarzen Hautkrebses in die Leber beeinflussen können.

## Mitgliedschaften, Funktionen, Auszeichnungen
- Sprecher des Graduiertenkollegs 2099 „Hallmarks of Skin Cancer“ der DFG (2015–2024)[12]
- Mit-Initiator und Stellvertretender Sprecher des Sonderforschungsbereichs „Vaskuläre Kontrolle von Organfunktionen“ (CRC1366) (2019–2022)[13]
- Gründungsdirektor des European Center for Angioscience (ECAS) (seit 2017)[14]
- Herausgeber der Zeitschrift Journal der Deutschen Dermatologischen Gesellschaft (JDDG) (2012–2020)[15]
- Mitglied im Vorstand der Deutschen Dermatologischen Gesellschaft (2012–2020)[16]
- Mit-Initiator und zeitweise Stellvertretender Sprecher des Transregio-Sonderforschungsbereichs „Vascular Differentiation and Remodelling“ (TRR23) (2005–2017)[17]
- Oscar-Gans-Preis (Förderstufe) (2000)[18]
- Präsident der Berliner Dermatologischen Gesellschaft (1998–1999)[19]